# Sphärenklänge

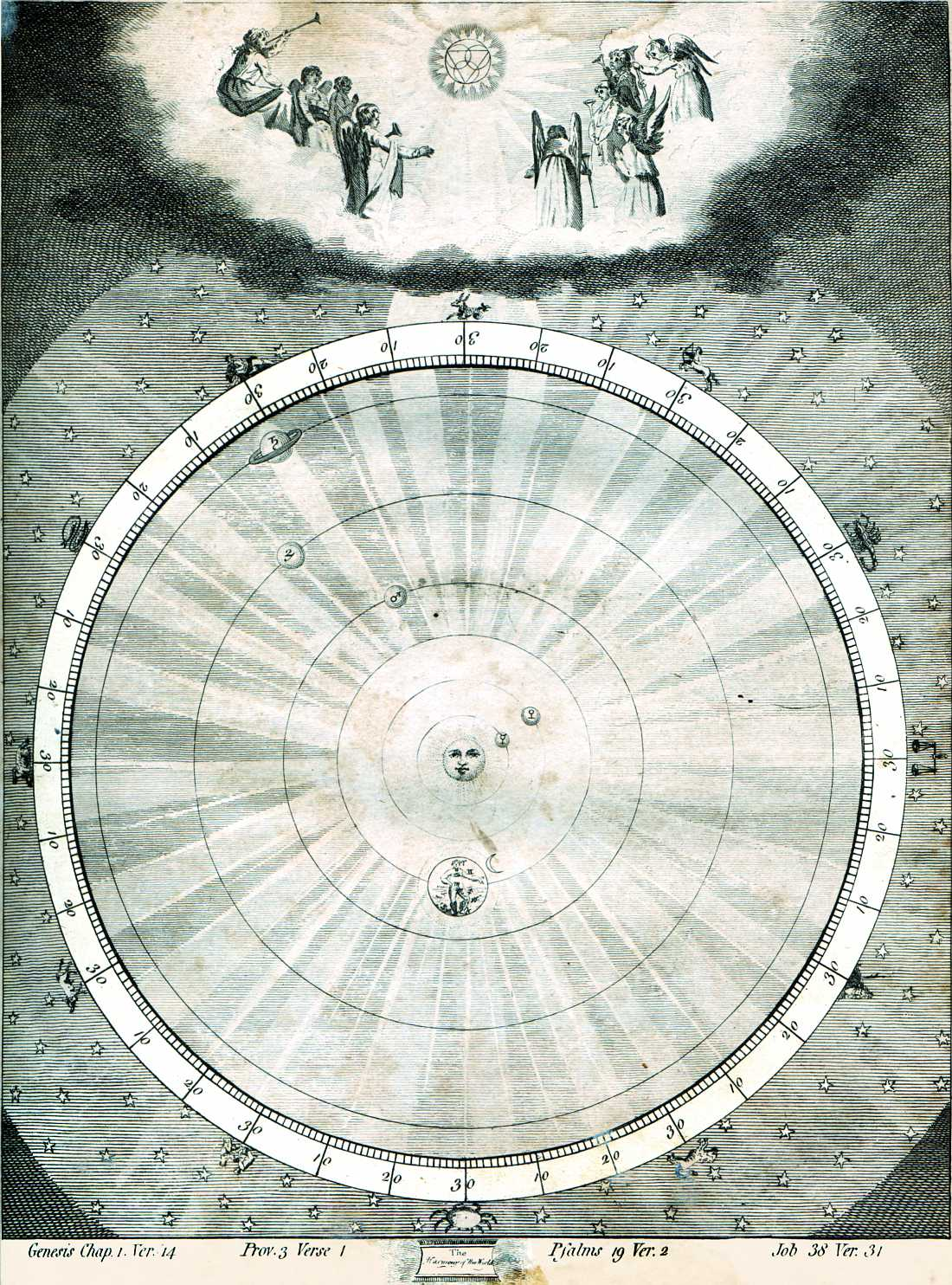
Dieser Walzer ist vom pythagoreischen Gedanken der „Sphärenharmonie“ beeinflusst.

Sphärenklänge ist ein Walzer von Josef Strauss (op. 235).

## Zusammenfassung
Der Walzer wurde am 21. Jänner 1868 in den Sofiensälen in Wien anlässlich eines Medizinerballs uraufgeführt. In der Regel konnten die Veranstalter den Titel der Widmung bestimmen. Vermutlich war dies im Falle des Medizinerballes anders. Das für diese Veranstaltung von Josef Strauss verfasste Werk wurde unter dem Namen „Sphärenklänge“ angekündigt, diese Bezeichnung passte aber nicht für eine Ballnacht der Mediziner.

Die österreichische Tageszeitung Fremden-Blatt schrieb am 22. Jänner 1868 

„Die Melodien dieses Walzers waren besser als ihr Titel, da es einen eigentümlichen Eindruck machte, ausgerechnet auf dem Medizinerball musikalisch an das Jenseits erinnert zu werden.“

Im UFA-Film Der Kongreß tanzt greift Werner Richard Heymann an Schlüsselstellen auf den Strauss-Walzer Sphärenklänge zurück.

## Beispiele für Musik
Walzer 1

Walzer 2

Walzer 4

## Neujahrskonzert der Wiener Philharmoniker
Der Walzer ist in unregelmäßigen Abständen Bestandteil des Neujahrskonzerts der Wiener Philharmoniker.
| - 1943 – Clemens Krauss - 1948 – Clemens Krauss - 1954 – Clemens Krauss - 1959 – Willi Boskovsky - 1964 – Willi Boskovsky - 1968 – Willi Boskovsky - 1973 – Willi Boskovsky - 1978 – Willi Boskovsky - 1979 – Willi Boskovsky | - 1980 – Lorin Maazel - 1987 – Herbert von Karajan - 1992 – Carlos Kleiber - 2004 – Riccardo Muti - 2009 – Daniel Barenboim - 2013 – Franz Welser-Möst - 2016 – Mariss Jansons - 2019 – Christian Thielemann - 2022 – Daniel Barenboim |